# Simone Inzaghi
Simone Inzaghi (Piacenza, 1976. április 5. –) olasz labdarúgó, edző, Filippo Inzaghi öccse. Jelenleg az el-Hilál edzője.

## Pályafutása
A kis Inzaghi 17 évesen, 1993-ban kezdte profi pályafutását a Piacenza csapatában, ahol az első két idényében egyszer sem jutott szóhoz, közben egyszer kölcsön is adták az akkor harmadik ligás Carpi csapatának 1994 novemberében. Az 1995-96-os bajnokságot a Novara csapatánál töltötte a Seria C2-ben, ahol 23 meccsen 4 gólt szerzett. A következő idényben a Lumezzane csapatát erősítette 23 meccsen 6 találatot szerezvén, majd egy idény erejéig visszatért a Piacenzához, ahol ismét nem kapott alkalmat a bizonyításra, ezért 1997 októberében kölcsönadták a Brescello csapatának, ahol 21 meccsen 10 gólt ért el a Seria C1-ben. Ez az eredmény jogosította fel arra, hogy az 1998-99-es idényben kezdőként kapjon szerepet a Piacenzában, amit meg is hálált, hiszen 30 meccsen 15 találatot jegyzett a szezon végén. Erre a teljesítményre figyelt fel az épp a világ legjobb csapatát építő Sven-Göran Eriksson és az ő Laziója. Ebben az időszakban Dino Zoff ténykedése alatt az olasz labdarúgó-válogatottban is bemutatkozhatott. A következő 7 és fél idényben 118 bajnoki meccsen lépett pályára – többnyire csereként – melyeken 27 gólt szerzett a S.S. Lazio színeiben, és ötször a Sampdoria mezében is játszott, hiszen fél idényre helyet cserélt Bazzani és Inzaghi 2005 első felében.
Az 1999–00-es sorozatban 11 mérkőzésen kilencszer volt eredményes, volt olyan, hogy egy meccsen 4-szer is. Ez neki sikerült másodjára a Bajnokok Ligája történetében, az Olympique de Marseille ellen, pedig még 11-est is rontott. Azóta Andrij Sevcsenko, Ruud van Nistelrooy és Dado Pršo is beállították a rekordot, de megdöntenie csak Lionel Messinek sikerült a 2011–2012-es szezonban. A következő sorozatban 9 meccsen 3-szor volt eredményes. A 02-03-as UEFA-kupa kiírásban 8 meccsen 4 találatot jegyez, a 2003–04-es BL-ben pedig 5 meccsen 3-at és még 2004 őszén ismét az UEFA-Kupában sikerült neki 3 meccsen 1 találatot szereznie. Összesen tehát 42 meccsen 20 gólt jegyez nemzetközi porondon.
Érdekes eset volt, amikor nem sokkal Di Canio visszatérése után a Vezér szinte erőszakkal kényszeríttette őt, hogy az előre megbeszéltekkel ellentétben ne ő hanem a Szamuráj lője a büntetőt a Sampdoria elleni idegenbeli meccsen.
Visszavonulása után is maradt a Lazio kötelékében, és a klub Primavera csapatának edzője lett. A 2015-16-os szezon utolsó hét bajnokiján ideiglenesen a felnőtt csapat kispadjára is leülhetett.
2021. június 3-án jelentették be, hogy a július 1-jétől az Internazionale vezetőedzője.

## Sikerei, díjai
- Olasz bajnok:1999–2000
- Coppa Italia:1999–2000, 2003–2004
- Supercoppa Italiana: 2000
- UEFA-szuperkupa:1999

### Edzőként
Internazionale
- Olasz bajnok: 2023–24
- Olasz bajnoki – ezüstérmes: 2021–22
- Olasz kupa–győztes: 2022, 2023
- Olasz szuperkupa–győztes: 2021, 2022, 2023

Lazio
- Olasz kupa–győztes: 2019
- Olasz szuperkupa–győztes: 2017

### Egyéni
- A Serie A hónap edzője2021. december, 2023. október, 2024. január

- Enzo Bearzot-díj: 2024

## Játékos Statisztikái

### Klubokban
| Teljesítmény Klubokban | Teljesítmény Klubokban | Teljesítmény Klubokban | League          | League | Kupa            | Kupa       | Európai         | Európai | Összesen        | Összesen |
| Szezon                 | Klub                   | Bajnokság              | Pályára lépések | Gólok  | Pályára lépések | Gólok      | Pályára lépések | Gólok   | Pályára lépések | Gólok    |
| Olaszország            | Olaszország            | Olaszország            | League          | League | Olasz kupa      | Olasz kupa | Európai         | Európai | Összesen        | Összesen |
| ---------------------- | ---------------------- | ---------------------- | --------------- | ------ | --------------- | ---------- | --------------- | ------- | --------------- | -------- |
| 1993–94                | Piacenza               | Serie A                | 0               | 0      | -               | -          | -               | -       | 0               | 0        |
| 1994–95                | Carpi                  | Serie C1               | 9               | 0      | -               | -          | -               | -       | 9               | 0        |
| 1995–96                | Novara                 | Serie C2               | 23              | 4      | -               | -          | -               | -       | 23              | 4        |
| 1996–97                | Lumezzane              | Serie C2               | 23              | 6      | -               | -          | -               | -       | 23              | 6        |
| 1997–98                | Piacenza               | Serie A                | 0               | 0      | 1               | 0          | -               | -       | 1               | 0        |
| 1997–98                | Brescello              | Serie C1               | 21              | 10     | -               | -          | -               | -       | 21              | 10       |
| 1998–99                | Piacenza               | Serie A                | 30              | 15     | 0               | 0          | -               | -       | 30              | 15       |
| 1999–2000              | Lazio                  | Serie A                | 22              | 7      | 6               | 3          | 11              | 9       | 39              | 19       |
| 2000–01                | Lazio                  | Serie A                | 13              | 4      | 1               | 0          | 9               | 3       | 23              | 7        |
| 2001–02                | Lazio                  | Serie A                | 20              | 5      | 2               | 1          | 6               | 0       | 28              | 6        |
| 2002–03                | Lazio                  | Serie A                | 18              | 4      | 3               | 1          | 8               | 4       | 29              | 9        |
| 2003–04                | Lazio                  | Serie A                | 23              | 6      | 4               | 1          | 5               | 3       | 32              | 10       |
| 2004–05                | Lazio                  | Serie A                | 12              | 1      | 1               | 0          | 3               | 1       | 16              | 2        |
| 2004–05                | Sampdoria              | Serie A                | 5               | 0      | 2               | 0          | -               | -       | 7               | 0        |
| 2005–06                | Lazio                  | Serie A                | 7               | 0      | 2               | 1          | 0               | 0       | 9               | 1        |
| 2006–07                | Lazio                  | Serie A                | 5               | 0      | 0               | 0          | -               | -       | 5               | 0        |
| 2007–08                | Atalanta               | Serie A                | 19              | 0      | 0               | 0          | -               | -       | 19              | 0        |
| 2008–09                | Lazio                  | Serie A                | 9               | 1      | 1               | 0          | -               | -       | 10              | 1        |
| 2009–10                | Lazio                  | Serie A                | 3               | 0      | 0               | 0          | 0               | 0       | 3               | 0        |
| Ország                 | Olaszország            | Olaszország            | 262             | 63     | 23              | 7          | 42              | 20      | 327             | 90       |
| Teljes Karrier         | Teljes Karrier         | Teljes Karrier         | 262             | 63     | 23              | 7          | 42              | 20      | 327             | 90       |

### A válogatottban
| Olaszország | Olaszország     | Olaszország |
| Év          | Pályára lépések | Gólok       |
| ----------- | --------------- | ----------- |
| 2000        | 2               | 0           |
| 2001        | 0               | 0           |
| 2002        | 0               | 0           |
| 2003        | 1               | 0           |
| összesen    | 3               | 0           |

## Edzői statisztika
2024. április 22-én lett frissítve.
| Csapat         | Nemzet   | –tól             | –ig             | Mérleg | Mérleg | Mérleg | Mérleg     | Mérleg | Mérleg | Mérleg | Mérleg |
| M              | GY       | D                | V               | RG     | KG     | GK     | Győzelem % |        |        |        |        |
| -------------- | -------- | ---------------- | --------------- | ------ | ------ | ------ | ---------- | ------ | ------ | ------ | ------ |
| Lazio          | olasz    | 2016. április 3. | 2021. május 27. | 251    | 134    | 45     | 72         | 463    | 325    | +138   | 53.39  |
| Internazionale | olasz    | 2021. július 1.  | jelenlegi       | 153    | 102    | 26     | 25         | 301    | 127    | +174   | 66.67  |
| összesen       | összesen | összesen         | összesen        | 404    | 236    | 71     | 97         | 764    | 452    | +312   | 58.42  |